# John D. Rockerduck
John D. Rockerduck és un personatge de ficció de l'univers de Walt Disney. És un ànec antropomòrfic creat per l'artista Carl Barks com a enemic de l'Oncle Garrepa a la historieta Boat Buster, l'any 1961. El seu nom és una referència al magnat del petroli estatunidenc John D. Rockefeller. Tot i que Barks sols el va utilitzar a una historieta, Rockerduck ha esdevingut un dels enemics més famosos de l'Oncle Garrepa, gràcies a l'ús que han fet d'ell els artistes de Disney-Itàlia, on ha esdevingut l'enemic per excel·lència de l'Oncle Garrepa. Prova de l'èxit d'en Rockerduck és que Don Rosa a la seua obra Life and Times of $crooge McDuck, de facto, la cronologia oficial de la vida de l'Oncle Garrepa, ha fet aparèixer en John D. Rockerduck com un dels personatges de la continuïtat de Barks, alhora que li ha donat un origen.

## Personalitat
John D. Rockerduck va nàixer en 1878, fill de Howard Rockerduck, un milionari que va fer fortuna a la febre de l'or de Califòrnia. Al contrari de son pare o l'Oncle Garrepa, John Rockerduck no ha treballat mai poder aconseguir la seua fortuna, sinó que l'ha heretada, i sempre ha mirat a aquells qui no eren milionaris per damunt del seu muscle.
Açò potser explica que, en el seu afany per superar a l'Oncle Garrepa no dubte mai en optar pel sabotatge o en aliar-se amb dolents com Magica De Spell o els Beagle Boys.

## Altres usos
Rockerduck, amb la veu de John Hodgman, va debutar en l'animació el 2019, en el reinici de la sèrie DuckTales. Abans de la seua aparició, Rockerduck va ser descrit pel cocreador de la sèrie Francisco Angones com un baró lladre i un competidor multimilionari de Scrooge McDuck durant la dècada de 1930. Rockerduck es va presentar al nové episodi de la segona temporada "The Outlaw Scrooge McDuck!", on se'l presenta com un home de negocis ric i corrupte del Vell Oest mentre Scrooge encara era un jove buscador que encara no havia fet fortuna. Rockerduck en aquell moment estava comprant pobles sencers amb la promesa de millorar-los, quan en realitat, els robava els recursos i els deixava com a pobles fantasma. Es troba amb Scrooge mentre intenta reclamar una gegantina palleta d'or trobada a la seua última adquisició, la ciutat de Gumption, malgrat que Scrooge i Goldie O'Gilt la van trobar abans. Scrooge i Goldie després roben la palleta i la tornen a Gumption. Al final d'una hora de la segona temporada "Moonvasion!", es revela que Rockerduck havia utilitzat criogènia experimental per mantenir-se amb vida. A l'onzé episodi de la tercera temporada "The Forbidden Fountain of the Foreverglades!" busca la font titular per a rejovenir-se, cosa que finalment aconsegueix. Al final de la sèrie "The Last Adventure!", s'uneix a FOWL en un complot per desfer el món de les aventures, però és expulsat per la Sra. Beakley. i el seu destí exacte es desconeix.
A molts països Rockerduck és pràcticament tan conegut com el mateix Scrooge, fins al punt que el seu nom s'ha utilitzat com a exemple de metàfora en molts articles acadèmics. Mentre que als Estats Units el personatge ha sigut desconcegut durant molt de temps, a Itàlia, és tan familiar en la cultura popular que el seu nom s'ha utilitzat ocasionalment com a metàfora de "persona rica desagradable i/o deshonesta", "go-getter", o "milionari rival" (és a dir, un milionari que és el rival d'un altre milionari, per exemple, Bill Koch, rival de Raul Gardini). La figura de Rockerduck també es va utilitzar en un estudi sobre la cobdícia patològica, com l'arxirival de Scrooge, que és ell mateix l'exemple d'este tipus de conducta.